# Koha
Ця стаття про Koha, інтегровану бібліотечну систему (АБІС).
Koha — автоматизована інтегрована бібліотечна система (АБІС) і насправді є першою вільною АБІС з відкритими джерельними кодами. Розробку АБІС Koha почала у 1999 році Katipo Communications для бібліотечної спілки [Архівовано 19 листопада 2008 у Wayback Machine.] Гороугенуа що у Новій Зеландії. Перша інсталяція відбулася у січні 2000 року.
Назва „koha“ означає подарунок, дар мовою Маорі (Нова Зеландія).

## Можливості
Koha має більшість очікуваних можливостей програмного забезпечення АБІС, зокрема:
- Простий, зручний інтерфейс для бібліотекарів та читачів (відвідувачів)
- Пошук, що гнучко налаштовується
- Обіг та керування позичальниками
- Модуль каталогізації з вбудованим клієнтом Z39.50/SRU
- Повна система надходжень, зокрема бюджетні витрати та цінові дані (з включенням постачальників та конверсією валют)
- Проста система надходжень для маленької бібліотеки
- Здатність працювати з будь-якою кількістю підрозділів, відвідувачів, категорій відвідувачів, примірників, категорій примірників, валют та інших даних
- Система періодики для журналів або ж газет
- Списки прочитаного для відвідувачів

## Історія
АБІС Koha була створена у 1999 році компанією Katipo Communications для бібліотечної спілки Хороунеуа у Новій Зеландії. Перше встановлення було у січні 2000 року.
У 2001 році Поль Пулейн (Paul Poulain, з Марселя у Франції) почав додавання нових можливостей до АБІС Koha, найбільш значимою була підтримка багатьох мов. Koha була перекладена з її оригінальної англійської мови на французьку, китайську, арабську та декількома іншими мовами. Підтримка міжнародних записів, MARC-стандарту каталогізації та Z39.50 було додано Полем Пулейном у 2002 році. Фінансову підтримку для MARC та Z39.50 надала Нельсонвільська публічна бібліотека.
У 2005 році компанія Liblime, заснована в Огайо, взялася за підтримку Koha і вони додають нові особливості, зокрема інтегрували підтримку Zebra, високошвидкісної контекстуальної бази даних, яка як кардинально збільшила швидкість пошуків у АБІС Koha, так і поліпшила масштабованість системи (таким чином зараз підтримуються десятки мільйонів бібліографічних записів). Можливість інтеграції БД Zebra спонсорувала Федеральна бібліотечна система округу Crawford.

## Розробка
АБІС Koha версії 3.0.0 була випущена 11 серпня 2008 року. Нові можливості включають новий дизайн інтерфейсу користувача, досконаліші пошукові функції, кращу підтримку багатьох підрозділів, мітки читачів, та й багато загальних покращень [недоступне посилання з серпня 2019].

## Отримання Koha
АБІС Koha версії 3.0.0 можна завантажити зі офіційної сторінки Koha разом з примітками до випуску 3.0.0. Обширна документація доступна на як на KohaDocs.org , так і з Koha Wiki. Щодо вимог дивіться нижче.

### Ліцензія
Koha розповсюджується під загальною публічною ліцензією GNU і тому вільна назавжди.

## Вимоги

### Сервер
Серверна сторона АБІС Koha написана на мові програмування Perl і вимагає:
- Perl
- Вебсервер Apache (2.0 вважається кращою)
- Сервер MySQL 5 (починаючи з 4.1 належно обробляється кодування)
- Модулі Perl для деяких функцій

### Клієнт

#### Вебоглядач
Клієнтська частина інтерфейсу (електронний каталог) АБІС Koha написана на XHTML з використанням CSS 2.0, використовує графіку PNG та правильно відображатиметься у будь-якій операційній системі у будь-якому, сумісному з CSS 2.0, браузері.
Інтерфейс бібліотекарів має подібні вимоги, але вимагає правильної роботи броузера з Javascript.

## Koha та Windows
АБІС Koha переважно використовується під Linux. Теоретично вона може працювати під Windows. Однак під Windows це вимагає складного встановлення декількох модулів, які потрібно завантажувати з Інтернету і версії яких могли змінитися з моменту опублікування документації по Koha.

## Локалізація
Catalan (Іспанія), Dari (Persian dialect), Interlingua, Inuinnaqtun, Khmer, Kinyarwanda, Myanmar, Nederlands-België (Dutch-Belgium), Nederlands-Nederland (Dutch-The Netherlands), Occitan, Pangwa, Tetun, азербайджанська, албанська, англійська (Велика Британія), англійська (Нова Зеландія), арабська, ассамська, баскська, бенгальська, болгарська, білоруська, в'єтнамська, валійська, вірменська, галісійська, грецька (з 1453), грузинська, данська, есперанто, каннада, китайська (Китай), китайська (Тайвань), корейська, курдська, лаоська, малайська, малаялам, маорійська, мараті, монгольська, непальська, норвезька букмол, норвезька нюноршк, німецька, німецька (Швейцарія), перська, польська, португальська, португальська (Бразилія), російська, румунська, сербська, синдхі, словацька, словенська, суахілі, тагалог, тайська, тамільська, тамільська (Шрі-Ланка), турецька, угорська, українська, урду, фарерська, французька, французька (Канада), філіппінська, фінська, хорватська, хінді, чеська, шведська, японська, іврит, індонезійська, інуктітут, ісландська, іспанська, італійська.

## Корисні посилання
- Українська спільнота користувачів АБІС Koha [Архівовано 29 листопада 2016 у Wayback Machine.], вікі [Архівовано 15 травня 2021 у Wayback Machine.]
- Офіційний вебсайт спільноти Koha [Архівовано 6 лютого 2010 у Wayback Machine.]
- Демонстрація Koha наживо [Архівовано 29 вересня 2010 у Wayback Machine.]
- Репозитарій джерельних кодів Koha [Архівовано 26 січня 2021 у Wayback Machine.]
- Система звітувань про вади
- libraries.osdn.org.ua [Архівовано 9 квітня 2022 у Wayback Machine.]
- Офіційний сервер перекладу інтерфейсу Koha [Архівовано 24 грудня 2010 у Wayback Machine.]
- Переклад документації для Koha [Архівовано 30 липня 2017 у Wayback Machine.]
- Схема БД АБІС Koha [Архівовано 19 листопада 2012 у Wayback Machine.]
- Документації:
  - Керівництва по Koha [Архівовано 3 січня 2013 у Wayback Machine.](англ.) (офіційні)
  - Вікі для Koha(англ.)
  - Документація щодо Коха(укр.) на сайті DLOU
  - Інструкції з встановлення/налаштування Koha [Архівовано 22 квітня 2022 у Wayback Machine.](укр.)
  - Документація по Koha API та сценаріям [Архівовано 26 липня 2010 у Wayback Machine.](англ.)
- Списки розсилання:
  - Savannah/Koha (основний список розсилання, перегляд на Nabble)
  - OSDN/Koha
- Форуми:
  - Nabble/Koha (основний форум, пов’язаний зі списком розсилання Savannah)
  - OSDN/Koha
- IRC — Інтернет-чат розробників Koha (irc://irc.katipo.co.nz:6667/#koha)
- Групи користувачів та компанії підтримки Koha:
  - LibLime [Архівовано 9 жовтня 2007 у Wayback Machine.], BibLibre [Архівовано 25 вересня 2019 у Wayback Machine.], СерванТек [Архівовано 19 лютого 2010 у Wayback Machine.] (Україна)
  - Communauté Francophone Koha [Архівовано 17 лютого 2009 у Wayback Machine.]
  - PakLAG Koha [Архівовано 1 січня 2009 у Wayback Machine.] — пакистанська група автоматизації бібліотек
  - Koha Taiwan [Архівовано 21 вересня 2016 у Wayback Machine.]
- Переліки бібліотек з АБІС Koha (неповні): 
  - Вікі-перелік бібліотек з АБІС Koha [Архівовано 24 грудня 2010 у Wayback Machine.](англ.)
  - Мапа бібліотек з АБІС Koha [Архівовано 22 травня 2012 у Wayback Machine.](англ.)